# كريس هاريس (لاعب كرة قدم أمريكية)
كريس هاريس (بالإنجليزية: Chris Harris Jr.)‏ هو لاعب كرة قدم أمريكية أمريكي، ولد في 6 أغسطس 1982 في تلسا في الولايات المتحدة.

## وصلات خارجية
- كريس هاريس على موقع مرجع كرة القدم المحترفة.كوم (الإنجليزية)